# Cattedrale di Moulins
La cattedrale di Nostra Signora dell'Annunciazione (in francese: cathédrale Notre-Dame-de-l'Annonciation de Moulins) è il principale luogo di culto cattolico di Moulins, nel dipartimento dell'Allier. La chiesa, sede del vescovo di Moulins, è monumento storico di Francia dal 1875.
Il 28 ottobre 1949 papa Pio XII l'ha elevata al rango di basilica minore.